# Vagabonderande ström

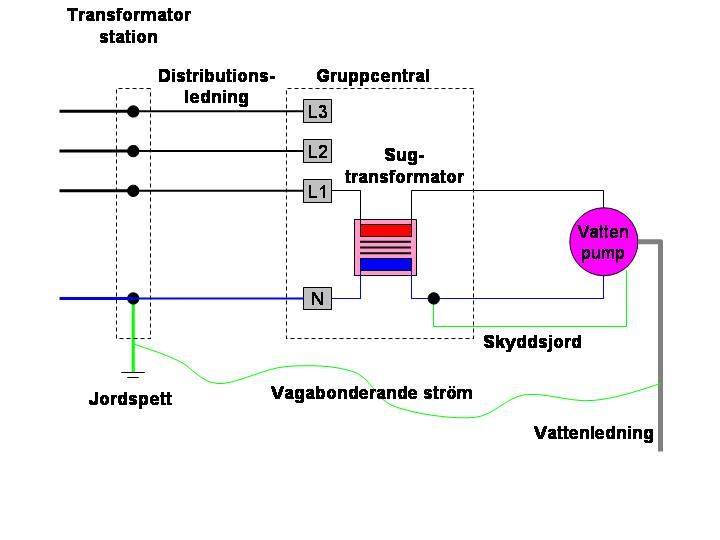
Kopplingsschema för pumpexemplet.

Vagabonderande ström är ett begrepp som används vid elektriska anläggningar när returströmmen eller delar av denna under hela eller delar av sin vandring följer andra, oönskade, banor än de metalliska ledare som är avsedda för returkretsen.

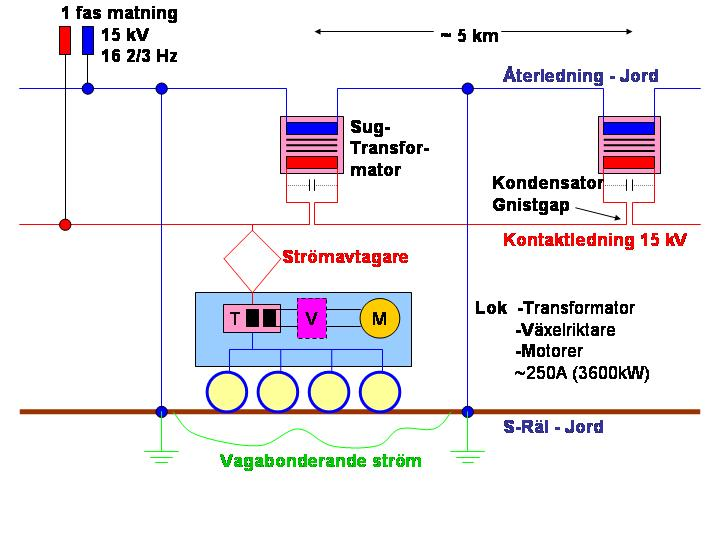
Återledning av drivströmmen vid eldrivna järnvägsfordon.

Exempel på vagabonderande strömmar är när returströmmen går i vattenrör eller ventilationsrör. Ett annat exempel är vid järnvägsdrift när marken används som returledare i stället för rälsen.
Om man utför potentialutjämning i ett jordningssystem av typen TN-C, med kombinerad skyddsjord och neutralledare, kommer man att skapa vagabonderande strömmar. Detta eftersom man skapar fler alternativa vägar för strömmen till jord.

## Magnetfält från vagabonderade strömmar
Vagabonderande strömmar kan ge en förhöjning av magnetiska fältet i hela anläggningen. De vagabonderande strömmarna kan alstra förhållandevis stora magnetfält, eftersom de flyter i exempelvis vattenrör och metallkonstruktioner som då är att betrakta som enkelledare. I kablar begränsas en del av magnetfältet av motriktade fält från andra kablar. Det förs en livlig debatt om hur magnetiska och elektriska fält påverkar människor. Till dess att forskningen har givit mer konkreta resultat rekommenderas att anläggningar utförs enligt "försiktighetsprincipen" och att fälten reduceras i möjligaste mån.

## Att förhindra vagabonderade strömmar
Några effektiva åtgärder är:
- Installera jordningssystem av typen TN-S, med separat skyddsjord och neutralledare.
- Bryt upp kretsen för den vagabonderande strömmen genom att till exempel installera isolerande rördelar i vattensystem.
- Installera en sugtransformator.[4] Finns som standard i banverkets kontaktledningar.